# Anoncus linitus
Anoncus linitus là một loài tò vò trong họ Ichneumonidae.